# 馮娘
馮娘，北魏至北齊時代人，北齊追尊神武皇帝高歡之妾。由於高歡生前未曾稱帝，外界於其妾多以某娘稱謂。
馮氏是馮子昂之妹，本來是北魏任城王元彝之王妃，後來改嫁爾朱世隆。高歡納娶之後，生下高洽、浮陽公主。

## 延伸阅读
[在维基数据编辑]
 《北史·卷014》，出自李延壽《北史》